# Косач, Николай Петрович
Николай Петрович Косач (укр. Микола Петрович Косач) (1884—1937) — украинский общественный деятель, инженер-агроном.

## Биография
Родился 3 сентября 1884 в селе Колодяжном в семье Петра Антоновича и Ольги Петровны Косач (пятый ребенок). Крещён 4 января 1887 в Свято-Николаевской церкви села Васильки, о чём есть запись в соответствующей метрической книге. Поручителями при крещении (крёстными родителями) указаны Николай Витальевич Лысенко и Мария Карташевская.
В 1903 успешно окончил гимназию и поступил в Киевский политехнический институт. В это время увлекается идеями социал-демократов, интересуется социалистической литературой, в Киевском окружном комитете партии имеет псевдоним Аким. 17 января 1907 во время обыска на квартире семьи полиция нашла 121 брошюру политического содержания. Осенью 1907 женился на Наталье Григорьевне Дробышевой (Дробыш).
Получив специальность инженера-агронома, с 1912 года живет в родовом имении в Колодяжном, служит уездным агрономом и членом земской управы Ковельского уезда (1912—1914), который впоследствии возглавляет. Тогда же намеревался выставить свою кандидатуру в губернскую думу, но изменил планы из-за обысков у него и его приятеля В. Просяниченко.
С 1914 года на фронте Империалистической войны, отмечен за храбрость на передовой Западного фронта в 1915 и 1916 годах. В 1917 избран председателем Совета рабочих и солдатских депутатов прифронтового (Сарненского) округа. Летом того же года — комиссар в Житомире и Ковеле. Делегат от Волыни в совещание в Москве в 1917 году.
Осенью 1918 года арестован немецкими оккупационными («гетманскими») властями вместе с другими деятелями Волыни. В 1919 заключённый уже при польской власти. В 1920 работает комиссаром при штабах войсковых соединений РККА в Ровно и Ковеле.
Продолжает общественную деятельность. Организует в Ковеле вместе с женой приют для детей-сирот. Способствовал пополнению просветительских библиотек Волыни книгами.
В начале 1920-х Н. П. Косач вместе с сыном Ю. Н. Косачем, будучи от рождения крещены в православной вере, переходят в греко-католичество.
Последние годы жизни принесли ему определённую отраду — ему предложили преподавать на вечерних курсах в школе. Эта работа позволила ему чаще общаться с людьми и сельской молодёжью. 16 июля 1937 его не стало, он был найден мёртвым на траве в своём родном селе. Похоронен на сельском кладбище.